# 전주하가초등학교
전주하가초등학교는 대한민국 전북특별자치도 전주시 덕진구 덕진동2가에 있는 공립 초등학교이다.

## 연혁
- 2017년 3월 1일 전주하가초등학교 개교(초등 19학급, 유치원 3학급)
- 2017년 3월 1일 초대 하숙정 교장 부임
- 2018년 2월 9일 제1회 졸업식 (남 7, 여 11 총 18명)
- 2019년 2월 15일 제2회 졸업식 (남 28, 여 24 총 52명)
- 2020년 2월 11일 제3회 졸업식 (남 29, 여 19 총 48명)

## 참고 자료
- 전주하가초등학교 - 한국교육학술정보원 학교알리미